# Gilberto Simoni

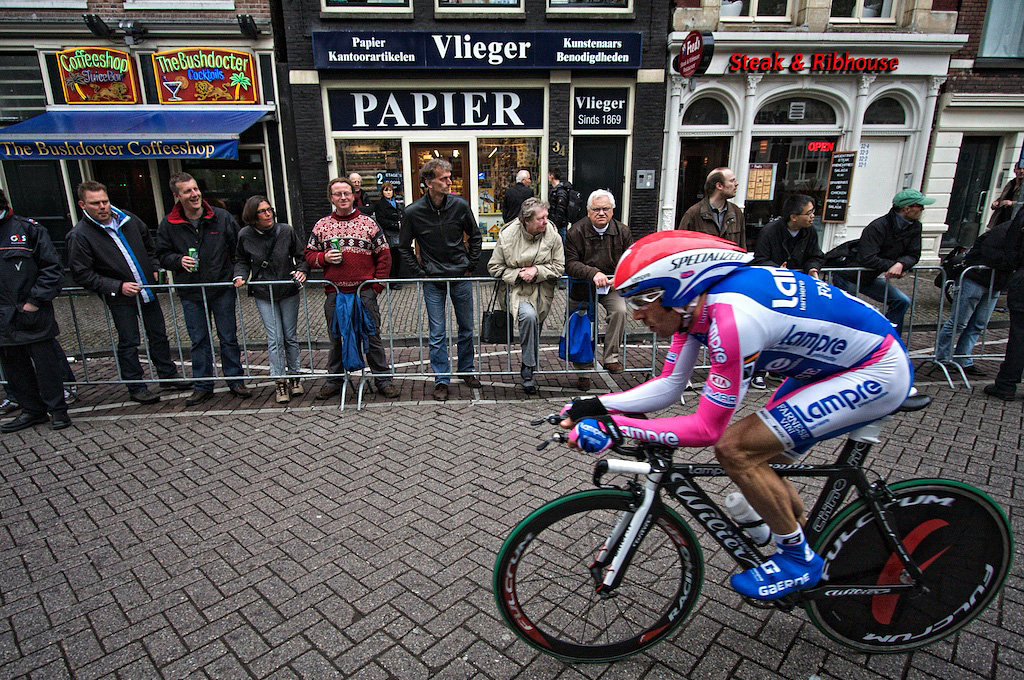
Simoni beim ersten Zeitfahren des Giro d’Italia 2010 in Amsterdam

Gilberto Simoni (* 25. August 1971 in Palù di Giovo) ist ein ehemaliger italienischer Radrennfahrer.
Simoni gilt als einer der besten reinen Kletterer der beginnenden 2000er Jahre. Er konnte zweimal den Giro d’Italia gewinnen, fünf weitere Male belegte er Podiumsplätze und ist damit neben den Campionissimi Fausto Coppi und Gino Bartali einer der drei Fahrer, die sieben Mal den Giro unter den ersten drei abschlossen.

## Werdegang
Simoni wurde 1994 Profi beim Radsportteam Jolly Componibili-Cage.
Nachdem er in den Jahren 1999 und 2000 den Giro d’Italia jeweils als Dritter beendet hatte, konnte er die Austragung des Jahres 2001 mit einem Vorsprung von 7:31 Minuten auf Abraham Olano gewinnen.
Beim 2002 gewann Simoni die Bergankunft der 11. Etappe in Campitello Matese. Anschließend musste er jedoch nach Bekanntwerden einer wegen Kokain positiven Dopingprobe im vorausgegangenen April das Rennen auf Druck der Organisatoren und anderer Teams verlassen. Er verteidigte sich mit der Behauptung, der Befund habe sich aufgrund von Bonbons ergeben, die ihm seine Tante aus Peru mitgebracht habe. Simoni wurde vom italienischen Radsportverband freigesprochen, nachdem die Polizei in den Süßigkeiten Kokain fand.
Simoni gewann den Giro d’Italia 2003 überlegen mit 7:06 Minuten Vorsprung auf Stefano Garzelli, drei Etappen und die Punktewertung. Bei der anschließenden Tour de France 2003 belegte er jedoch nur Rang 84.
Seine Gesamtsiege beim Giro d’Italia konnte er zwar in den Folgejahren nicht wiederholen, aber sich mehrere Jahre in Folge in den ersten Rängen der Gesamtwertung platzieren: 2004 wurde er Dritter hinter seinem Teamkollegen Damiano Cunego, zu dem eine große Rivalität bestand. In der Tour de France 2004 gewann er die Sonderwertung Souvenir Henri Desgrange. Den Giro d’Italia 2005 verlor er mit nur 28 Sekunden Rückstand auf Paolo Savoldelli. Er wurde Dritter des Giro d’Italia 2006, der von Ivan Basso, dem er vorwarf eine Absprache auf der Etappe nach Aprica nicht eingehalten zu haben, gewonnen wurde.
Seit Herbst 2006 fuhr Gilberto Simoni neben dem Straßenradsport auch Mountainbikerennen und gewann die italienische Meisterschaft Mountainbike-Marathon.
Den Giro d’Italia 2007 beendete Simoni als Vierter. Dabei gewann er die Bergankunft auf dem Monte Zoncolan, einem der schwierigsten Anstiege Europas. Allerdings erweckte das Ergebnis der nach dieser Etappe genommene Dopingprobe Simonis ebenso wie die Proben anderer Fahrer weiteren Verdacht, da diese abnormal niedrige Hormonwerte aufwies, was ein Indiz für die Nutzung Doping maskierender Präparate darstellen kann.
Bei den Mountainbike-Marathon-Weltmeisterschaften 2008 im italienischen Villabassa/Val di Sole belegte er mit einem Rückstand von 17:44 Minuten auf den Sieger Roel Paulissen Platz zwölf.
Nach dem Giro d’Italia 2010, bei dem er 69. mit 2:40:14 Stunden Rückstand auf Gewinner Ivan Basso wurde, beendete er seine aktive Laufbahn.

## Erfolge
1999
- eine Etappe Tour de Suisse

2000
- eine Etappe Giro d’Italia
- eine Etappe Vuelta a España
- Giro dell’Emilia

2001
- eine Etappe Tour de Romandie
- Gesamtwertung und eine Etappe Giro d’Italia
- eine Etappe Vuelta a España
- Japan Cup

2002
- eine Etappe Giro d’Italia

2003
- Giro del Trentino
- Giro dell’Appennino
- Gesamtwertung Giro d’Italia, drei Etappen und  Punktewertung
- eine Etappe Tour de France

2004
- eine Etappe Giro d’Italia
- Giro del Veneto

2005
- eine Etappe Paris-Nizza
- Giro dell’Appennino
- Giro dell’Emilia

2006
- Italienischer Meister – Mountainbike-Marathon

2007
- eine Etappe Giro d’Italia

2009
- eine Etappe Vuelta Mexico

## Grand Tours-Platzierungen
| Grand Tour            | 1995 | 1996 | 1997 | 1998 | 1999 | 2000 | 2001 | 2002 | 2003 | 2004 | 2005 | 2006 | 2007 | 2008 | 2009 | 2010 |
| --------------------- | ---- | ---- | ---- | ---- | ---- | ---- | ---- | ---- | ---- | ---- | ---- | ---- | ---- | ---- | ---- | ---- |
| Giro d’ItaliaGiro     | DNF  | DNF  | DNF  | 58   | 3    | 3    | 1    | DNF  | 1    | 3    | 2    | 3    | 4    | 10   | 24   | 69   |
| Tour de FranceTour    | –    | –    | 116  | –    | –    | –    | –    | –    | 84   | 17   | –    | 60   | –    | –    | –    | –    |
| Vuelta a EspañaVuelta | –    | –    | –    | 19   | –    | 29   | 36   | 10   | –    | –    | 50   | –    | –    | –    | –    | –    |